# Farnaz Ghazizadeh
Farnaz Ghazizadeh (in persiano:فرناز قاضی‌زاده; Teheran, 3 dicembre 1974) è una giornalista e conduttrice televisiva iraniana.
Lavora presso la BBC Persian TV